# Bonaparte, primer cónsul (Gros)
Bonaparte, primer cónsul es un óleo sobre lienzo del pintor francés Antoine-Jean Gros, de 1802, que es un retrato de cuerpo entero de Napoleón Bonaparte como primer cónsul. El cuadro fue encargado por el propio Napoleón, quien se lo ofreció a Jean Jacques Régis de Cambacérès, segundo cónsul. El original se encuentra expuesto en el Museo de la Legión de Honor, en París. Napoleón ordenó que varios pintores hicieran réplicas de este conocido retrato para exhibirlas en ciudades de Francia y Europa. 
La pintura es un retrato de cuerpo entero de Napoleón Bonaparte, vestido con el abrigo largo de color rojo de los cónsules de la Primera República Francesa; los pantalones son blancos con bordados dorados y usa botas de caballería ligera al estilo húngaro. Porta cruzado un tahalí rojo y dorado que sostiene su sable, cuya empuñadura sobresale. A su lado hay una mesa cubierta con un pesado mantel de terciopelo azul oscuro bordeado de flecos dorados, sobre la que están colocados varios papeles y un tintero con plumas. El cuerpo del cónsul está ligeramente girado hacia la derecha, mientras su brazo derecho estirado descansa la mano sobre los papeles el izquierdo está doblado y la mano sostiene sus guantes contra el cuerpo. La decoración de la estancia se reduce a un piso de grandes baldosas de mármol veteado, y una pared lisa gris en la que se perfila una falsa columna. 
Igual que para su retrato ecuestre de Bonaparte (en el palacio de Malmaison) de 1803, Gros utilizó la misma fisionomía previamente representada en su cuadro de Bonaparte en el  Puente de Arcole, también orientada a su izquierda e iluminada de la misma forma. La principal diferencia está en el tratamiento del cabello, que ahora es representado corto. 
La pintura inspiró el Bonaparte, primer cónsul de Jean-Auguste-Dominique Ingres, de 1804. 

## Procedencia
La obra fue realizada en el año X de la República (1802), y fue encargada por Napoleón Bonaparte, entonces Primer Cónsul. Se la ofreció a Cambacéres. Pasó posteriormente a la colección Gaboriaud, y finalmente fue adquirida por el Museo de la Legión de Honor, en 1949. 